# Giải Nobel Hòa bình 1973
Giải Nobel Hòa bình 1973 là giải thưởng được trao chung cho Ngoại trưởng Hoa Kỳ Henry Kissinger và đại diện Bộ Chính trị Đảng Cộng sản Việt Nam Lê Đức Thọ "vì đã cùng đàm phán ngừng bắn ở Việt Nam vào năm 1973". Ông Thọ đã từ chối nhận giải, trong khi đó, Kissinger đã nhận giải vắng mặt vì không muốn trở thành mục tiêu của những người biểu tình phản chiến tại sự kiện. Sau đó, Kissinger đã cố gắng trả lại giải thưởng nhưng ủy ban trao giải từ chối lời đề nghị của ông.
Giải Nobel Hòa bình 1973 thường được xem là một trong những giải gây tranh cãi nhất trong lịch sử của giải thưởng. Hai thành viên của Ủy ban Nobel Na Uy cũng đã từ chức để phản đối, tờ The New York Times đã mỉa mai đây là "Giải thưởng Chiến tranh Nobel", và Tom Lehrer cho rằng "Châm biếm chính trị đã trở nên lỗi thời".

## Giải thưởng

### Bối cảnh
Henry Kissinger và Lê Đức Thọ lần lượt là đại diện cho Hoa Kỳ và Việt Nam Dân chủ Cộng hòa tại các cuộc thảo luận bắt đầu từ năm 1968 ở Paris, Pháp nhằm mục tiêu chấm dứt Chiến tranh Việt Nam. Vào ngày 26 tháng 10 năm 1972, Kissinger đã tổ chức một cuộc họp báo ở Washington, D.C., trong đó ông tuyên bố: "Hòa bình trong tầm tay". Ngày 27 tháng 1 năm 1973, hiệp định Paris được ký kết. Theo thỏa thuận, Hoa Kỳ sẽ chấm dứt can thiệp trực tiếp vào cuộc chiến và số quân đội Hoa Kỳ còn lại sẽ rút khỏi Việt Nam nhằm đổi lấy lệnh ngừng bắn và chấm dứt xung đột giữa hai miền. Tuy nhiên, thỏa thuận này không được Thượng viện Hoa Kỳ phê chuẩn và giao tranh lại tái diễn trước khi quân đội Hoa Kỳ rút khỏi Việt Nam. Ngoài ra, chính quyền Việt Nam Cộng hòa cũng đã không được hỏi ý kiến về các điều khoản của thỏa thuận, và thậm chí còn không được thông báo về việc nối lại các cuộc đàm phán. Chính phủ Việt Nam Cộng hòa sau đó đã từ chối chấp nhận hiệp định và từ đây, lực lượng giữa hai bên thường xuyên vi phạm các điều khoản của thỏa thuận.

### Công bố
Ngày 16 tháng 10 năm 1973, Ủy ban Nobel Na Uy đã tổ chức một cuộc họp và quyết định trao giải Nobel Hòa bình năm 1973 cho Kissinger và Lê Đức Thọ vì vai trò của cả hai trong việc đàm phán hiệp định Paris. Ủy ban đã công bố quyết định vào cuối ngày hôm đó. Ông Thọ cũng là người châu Á đầu tiên được trao giải. Hai thành viên Ủy ban đã bất đồng ý kiến là Einar Hovdhaugen và Helge Rognlien đã từ chức để phản đối quyết định này.

### Phản ứng
Phản ứng quốc tế đã bị phân cực mạnh mẽ, đặc biệt liên quan đến quyết định trao giải cho Kissinger. Tranh cãi tập trung vào vai trò của ông trong việc dàn dựng vụ đánh bom bí mật vào Campuchia, cũng như việc ông tham gia lập kế hoạch hoặc hỗ trợ nhiều cuộc chiến được xem là trái ngược với nguyên tắc của Giải Nobel Hòa bình như chiến dịch Condor, chiến tranh giải phóng Bangladesh và chỉ một tháng trước đó là cuộc đảo chính ở Chile vào năm 1973. Vào thời điểm giải thưởng được trao, giao tranh vẫn còn tiếp diễn ở Việt Nam.
Tại Hoa Kỳ, nhiều phản ứng mang tính chế nhạo được lan truyền rộng rãi. The New York Times đã đăng tải một bài xã luận gọi đây là "Giải thưởng Chiến tranh Nobel", mô tả nó là "ít nhất là quá vội vàng". Nhà ngoại giao George Ball chia sẻ, "Người Na Uy thật có khiếu hài hước". Nhà báo Ernest Cuneo đã chỉ trích quyết định trao giải cho Kissinger và Lê Đức Thọ trong khi xung đột vẫn còn đang tiếp diễn, viết một cách mỉa mai ám cho rằng giải thưởng "có nghĩa là Thủ tướng Neville Chaimberlain và Thủ tướng Adolf Hitler đã bị giải thưởng bỏ qua một cách tàn nhẫn vào năm 1938". Tại Na Uy, Ủy ban Nobel đã hứng chịu nhiều chỉ trích rộng rãi, tờ báo Arbeiderbladet ở quốc gia này đã gọi giải thưởng là một "trò đùa tồi tệ" và tuyên bố "Ủy ban Nobel Na Uy đã tự làm ô nhục chính mình". Trong một lá thư chung gửi đến Quốc hội Na Uy, nhiều giáo sư Đại học Harvard đã cho rằng  việc trao giải cho Kissinger và Thọ "hơn những gì một người có tư duy bình thường có thể chấp nhận được". Đây là lần thứ hai trong lịch sử, các thành viên Ủy ban Nobel Na Uy từ chức do quyết định này; lần đầu tiên là vào năm 1935 để đáp lại việc trao giải thưởng cho Carl von Ossietzky.
Bản thân Kissinger được cho rằng đã suy nghĩ nhiều lần về việc từ chối nhận giải thưởng vì ông coi việc đề cử ông Thọ là một sự xúc phạm.